# Heinrich Christian Tielcke
Heinrich Christian Tielcke auch: Tielke, Tielcken, Tielken auch: Henricus Christophorus (* 24. August 1659 in Rederank; † 16. Oktober 1711 in Rostock) war ein deutscher lutherischer Theologe und Philosoph.

## Leben
Heinrich Christian Tielcke war ein Sohn des Johann Tielcke, Brauer und Pfandherr auf Gut Rederanck, und dessen Frau Margarethe, geb. von Hahn.
Bereits 1672 an der Universität Rostock immatrikuliert, begann er dort 1677 sein Theologie- und Jurastudium und wechselte 1678 an die Universität Wittenberg, wo noch im selben Jahr die Promotion zum Magister lib. art. erfolgte. 1680 wurde er in die Philosophische Fakultät Rostock aufgenommen und war als Privatdozent tätig. 1691 absolvierte er sein theologisches und 1692 sein juristisches Examen. Ebenfalls 1692 wurde er zum herzoglichen ordentlichen Professor der Eloquenz in Rostock ernannt. 1693 promovierte er an der Universität Greifswald zum Dr. phil. Ab 1700 war er Verwalter der akademischen Quästur. Zwischen 1694 und 1710 war er neunmal Dekan der Philosophischen Fakultät, 1706/07 Prokanzler, 1695 und 1708 Rektor und zudem 1707–1709 Bibliothekar der Akademischen Bibliothek.
Tielcke hielt zahlreiche Empfangs-, Geburtstags- und Trauerreden im Namen der Universität für herzogliche Besucher bzw. Trauerfälle sowie an herzoglichen Geburtstagen. 1708 hielt er eine deutsche Rede anlässlich der Heirat der Herzogin Sophie Luise von Mecklenburg-Schwerin mit König Friedrich I. von Preußen.
Heinrich Christian Tielcke war ab dem 5. Dezember 1693 verheiratet mit Katharina Dorothea Giese († 1719), Tochter des Parchimer Bürgermeisters Christian Giese und dessen Frau Anna Niesindt. Tielckes älterer Bruder war Johann Joachim Tielcke (1648–1724), Dr, jur., Syndikus, Ratsherr und Bürgermeister in Rostock.